# Sven Harms
Sven Harms (* 4. Mai 1971 in Oldenburg) ist ein deutscher Jurist. Er ist seit dem 4. Januar 2021 Richter am Bundesgerichtshof.

## Leben und Wirken
Harms trat nach dem Abschluss seiner juristischen Ausbildung 1998 in den Justizdienst des Landes Niedersachsen ein und wurde zunächst bei der Staatsanwaltschaft Verden, den Amtsgerichten Diepholz, Otterndorf, Vechta und Cloppenburg sowie bei dem Landgericht Oldenburg eingesetzt. 2002 erfolgte seine Ernennung zum Richter am Landgericht Oldenburg. Von 2008 bis 2010 war Harms an das Bundesministerium der Justiz abgeordnet. Nach seiner Rückkehr erfolgte 2010 seine Ernennung zum Richter am Oberlandesgericht Oldenburg. Seit März 2019 war er an das Niedersächsische Justizministerium abgeordnet. Im November 2019 wurde er dort zum Ministerialrat ernannt. Harms ist promoviert.
Das Präsidium des Bundesgerichtshofs wies Harms zunächst dem vornehmlich für Rechtsstreitigkeiten auf den Gebieten des Zwangsvollstreckungs- und des Insolvenzrechts sowie über Schadensersatzansprüche gegen Rechtsanwälte und steuerliche Berater zuständigen IX. Zivilsenat zu.